# باك بوكانان
باك بوكانان (بالإنجليزية: Buck Buchanan)‏ هو لاعب كرة قدم أمريكية أمريكي، ولد في 10 سبتمبر 1940 في غينسفيل في الولايات المتحدة، وتوفي في 16 يوليو 1992 في كانساس سيتي في الولايات المتحدة بسبب سرطان الرئة.

## وصلات خارجية
- باك بوكانان على موقع مرجع كرة القدم المحترفة.كوم (الإنجليزية)
- باك بوكانان على موقع إن إن دي بي (الإنجليزية)